# Равіндран Каннан
Равіндран Каннан (там. ரவீந்திரன் கண்ணன்ரவீந்திரன் கண்ணன்; народився 12 березня 1953 року, Мадрас) — головний науковий співробітник Майкрософт з наукових досліджень в Індії, де він керує дослідницькою групою алгоритмів. Він також є першим ад'юнктом факультету інформатики і автоматизації  Індійського наукового інституту.

## Навчання
Раві Каннан здобув ступінь бакалавра у ІІТ, а звання доктора філософії (PhD) у Корнелльському університеті.

## Викладацька діяльність
До приходу в Microsoft, він був Вільямом К. Ланманом — молодшим професором інформатики та професором прикладної математики Єльського університету. Він також викладав у Массачусетському технологічному інституті та Університеті Карнегі-Меллон.

## Наукові інтереси
Його наукові інтереси включають алгоритми, теоретичні комп'ютерні науки та дискретну математику, а також оптимізацію. Його роботи головним чином зосереджені на ефективних алгоритмах для проблем математичного (часто геометричного) аромату, що виникає у сфері комп'ютерних наук. Він працював над алгоритмами цілочисельного програмування та геометрії чисел, випадковими блуканнями в n-просторі, рандомізованими алгоритмами для лінійної алгебри та алгоритмів навчання для опуклих множин.
Серед його численних наукових досягнень, два
1. Поліноміальний алгоритм для наближення обсягу опуклих тіл;
2. Алгоритмічна версія для розділу регулярності Семереди (Szemerédi).

## Нагороди та почесні звання
- Премія Фальксона 1991 року (спільно) за дослідження у дискретній математиці в залежності від обсягів опуклих тіл.[5]
- Премія Кнута 2011 року за розробку впливових алгоритмічних методів, спрямованих на вирішення давніх обчислювальних задач.

У 2017 році Раві Каннан став членом Асоціації обчислювальної техніки (Association for Computing Machinery)..
Група особливих інтересів АСМ з алгоритмів і теорії обчислень (SIGACT) представила у 2011 році свою премію Кнута Раві Каннану для розробки впливових алгоритмічних методів, спрямованих на вирішення давніх обчислювальних задач..

## Вибрані твори

### Книги
- 2013. Основи даних наук [Архівовано 4 березня 2016 у Wayback Machine.]. (Foundations of Data Science;  Джон Гопкрофт).

### Інші видання
- "Clustering in large graphs and matrices, " with P. Drineas, A. Frieze, S. Vempala and V. Vinay, Proceedings of the Symposium on Discrete Algorithms, 1999.
- "A Polynomial-Time Algorithm for learning noisy Linear Threshold functions, " with A. Blum, A. Frieze and S. Vempala, Algorithmica 22:35–52, 1998.
- "Covering Minima and lattice point free convex bodies, " with L. Lovász, Annals of Mathematics, 128:577–602, 1988.